# Perforación del capuchón del clítoris
Un piercing en el capuchón del clítoris es una perforación genital femenina a través del capuchón que rodea el clítoris. Además de ser un adorno, un piercing en el capuchón del clítoris puede aumentar el placer sexual durante la masturbación, los juegos previos y el coito. En un estudio empírico realizado en la Universidad del Sur de Alabama, los autores informaron una relación positiva entre los piercings verticales en el capuchón del clítoris y el deseo, la frecuencia de las relaciones sexuales y la excitación sexual. Existen dos tipos principales de perforación del capuchón del clítoris: la perforación vertical del capuchón del clítoris (VCH) y la perforación horizontal del capuchón del clítoris (HCH). Como indican los nombres, la diferencia está en la dirección en la que la perforación está orientada en la piel por encima del clítoris.Ninguna de estas perforaciones penetra el clítoris en sí, aunque en el lenguaje común a veces se las llama perforaciones de "clítoris". La perforación profunda del capuchón es una variación de la perforación del capuchón del clítoris que atraviesa más profundamente el capuchón del clítoris.

## Motivaciones
Los piercings en el capuchón del clítoris se realizan para mejorar el placer sexual, por razones estéticas, como una expresión artística del estilo personal y, para sobrevivientes de abuso o agresión sexual, como un acto de reivindicación.
Según la revista Cosmopolitan, muchas personas afirman que el piercing vertical en el capuchón del clítoris mejora el placer sexual más que un piercing horizontal en el capuchón del clítoris.   La orientación vertical de la joyería aumenta la presión sobre el clítoris, particularmente si la esfera inferior (perla) de una barra está situada para aplicar presión directamente sobre el glande del clítoris . El clítoris es la zona erógena más sensible de la mujer y la principal fuente anatómica del placer sexual femenino. El glande del clítoris humano tiene aproximadamente el tamaño de un guisante, pero se estima que posee entre 8,000 y 10,000 terminaciones nerviosas sensoriales,  aproximadamente el doble del glande del pene masculino humano, que es mucho más grande. La densidad extremadamente alta de terminaciones nerviosas sensoriales en el glande del clítoris le permite ser excepcionalmente sensible a la estimulación.
Un piercing en el capuchón del clítoris puede desearse como adorno, ya sea por sí solo o en asociación con otros piercings corporales. Algunas personas dicen que, incluso si fueran la única persona que alguna vez viera sus perforaciones genitales, estarían contentas con ellas. 
Para muchas personas que han sido agredidas sexualmente, violadas, abusadas sexualmente o dañadas psicológicamente de diversas maneras, los piercings genitales sirven como un medio para reclamar su sexualidad o la propiedad de sus genitales. 

## Ejecución
La colocación correcta es particularmente importante para los piercings verticales en el capuchón del clítoris: un error común cometido por perforadores inexpertos es posicionar el canal de perforación demasiado plano o demasiado hacia adelante. El piercing tiende a desplazarse y, a menudo, el contacto deseado con el clítoris no ocurre. Este deslizamiento a menudo ocurre al trabajar con alicates de presión. Además, la perforación no debe colocarse demasiado cerca del borde del capuchón del clítoris. Debe haber al menos 1 centímetro (1⁄3 pulgada) entre el canal de punción y el extremo distal del capuchón del clítoris.

## Dolor, curación y cuidados posteriores
En comparación con otros piercings, los piercings en el capuchón del clítoris tienden a ser bastante sencillos tanto en el proceso de perforación como en la cicatrización, lo que sin duda contribuye a la popularidad de este tipo de piercing. En contraste con las expectativas comunes, este piercing no es más doloroso de realizar que otros piercings corporales. Dado que la perforación atraviesa una capa delgada de tejido, es rápida de realizar y, según se informa, duele menos que las perforaciones en las orejas. Los piercings en el capuchón del clítoris también tienen tiempos de curación bastante cortos, debido a la cantidad de circulación sanguínea en la zona. El tiempo promedio de curación es de 8 a 12 semanas.  Durante el período de cicatrización, el piercing es una herida y puede aumentar el riesgo de infecciones de transmisión sexual . Se recomienda el uso de condones durante seis meses. Se recomienda ducharse en lugar de bañarse para reducir el riesgo de infección bacteriana durante el período de cicatrización. El piercing debe secarse utilizando únicamente papel de cocina/toalla de papel desechable y fresco. Nunca se debe usar una toalla de mano/baño compartida. Se recomienda el uso de guantes quirúrgicos al limpiar el área perforada y durante la masturbación o la estimulación digital por parte de una pareja.

## Contraindicaciones
Un piercing vertical en el capuchón del clítoris no es adecuado para un capuchón del clítoris corto. Este piercing requiere una longitud mínima del capuchón del clítoris de aproximadamente 1 centímetro (1⁄2 pulgada). La presión excesiva debido a grasa o flacidez en el área del monte de Venus impediría un piercing vertical en el capuchón del clítoris.[cita requerida] Un piercing horizontal en el capuchón del clítoris podría ser una alternativa para algunas personas; sin embargo, el piercing horizontal en el capuchón del clítoris solo es adecuado para quienes tienen suficiente tejido por encima del clítoris y cuyo capuchón no está completamente cubierto por los labios mayores. La forma y la simetría del capuchón del clítoris también son importantes para evitar que el piercing gire o pellizque. Si la anatomía de una persona no es adecuada para un piercing en el capuchón del clítoris, una perforación en el pubis en una pareja sexual masculina a veces puede proporcionar la estimulación clitoriana deseada durante el coito. Como alternativa a que cualquiera de los dos miembros de la pareja se haga un piercing, el hombre puede usar un dispositivo removible en la base del pene que incorpore un estimulador o vibrador para el clítoris.
Asimismo, existen varios vibradores de clítoris y dispositivos de succión disponibles para mejorar el contacto genital lésbico . 

## Joyería
Se puede usar una amplia variedad de joyería para perforaciones corporales con perforaciones en el capuchón clitoridiano. Las barras y otras joyas de estilo barra son comunes en las perforaciones verticales del capuchón, y tanto los anillos de bola cautiva (también llamados anillos de captura de bola o BCR) como las barras son comunes en las perforaciones horizontales del capuchón. Se debe evitar la joyería de plata. No es raro que las cuentas de una barra sean decorativas, como es común en las perforaciones en el ombligo.

## Galería

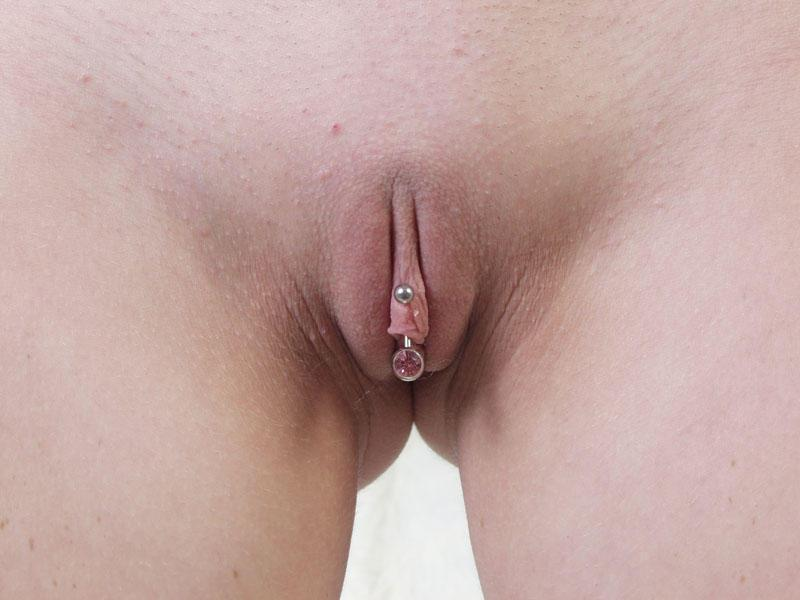
Vista frontal de un piercing vertical del capuchón del clítoris (VCH) con barra curva.
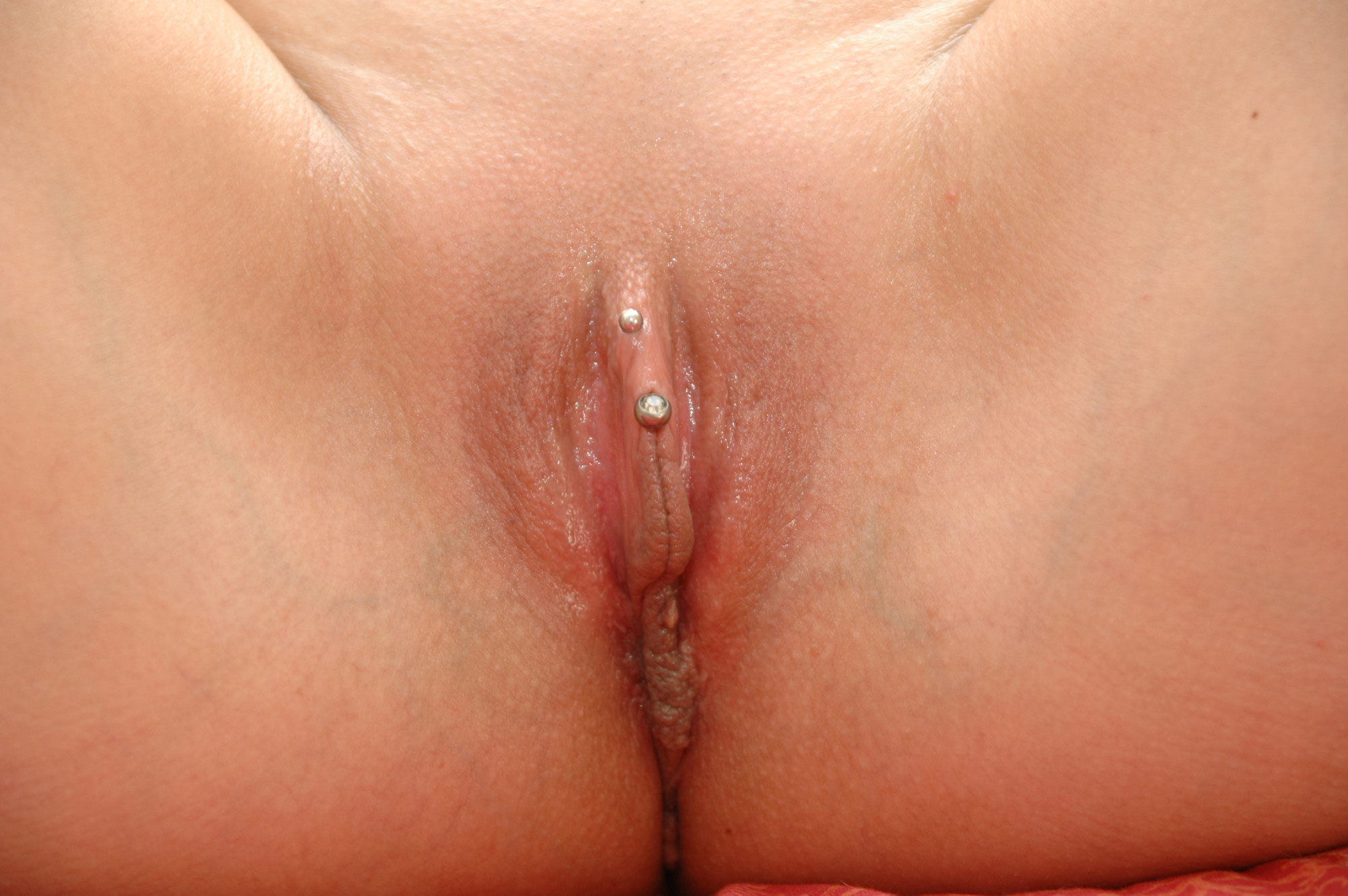
Vista lineal de un piercing vertical del capuchón del clítoris (VCH).
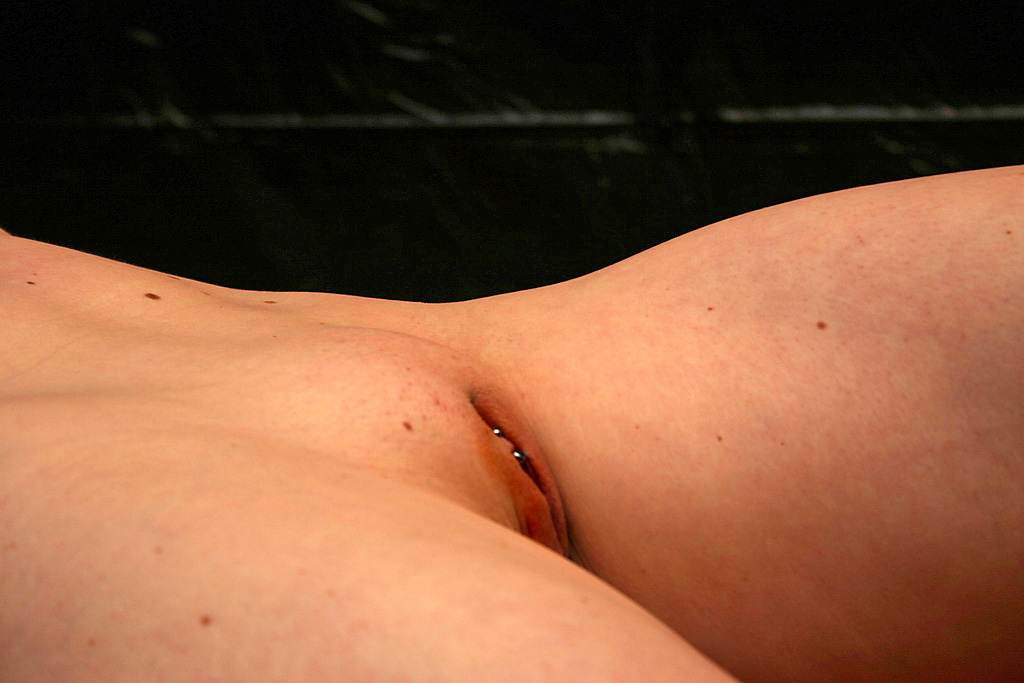
Vista lateral de un piercing vertical en el capuchón del clítoris.
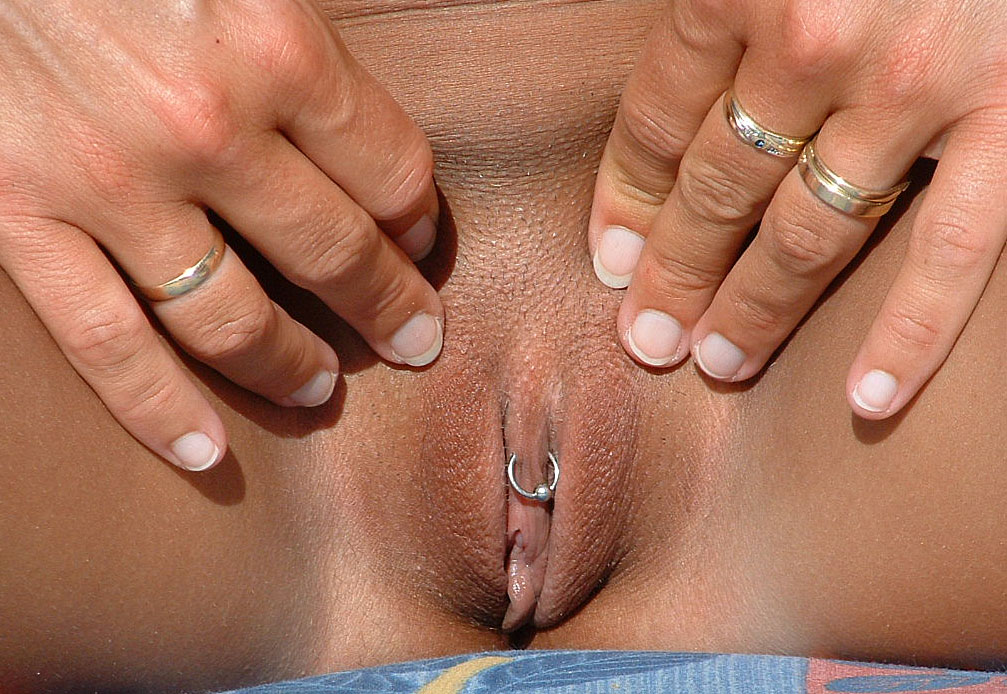
Primer plano extremo de un piercing horizontal en el capuchón del clítoris (HCH) con anillo de bola cautiva.